# Cyclosa jalapa
Cyclosa jalapa är en spindelart som beskrevs av Levi 1999. Cyclosa jalapa ingår i släktet Cyclosa och familjen hjulspindlar. Inga underarter finns listade i Catalogue of Life.